# Tour of Estonia 2021
Die 8. Tour of Estonia 2021 war ein estnisches Etappenrennen im Straßenradsport. Es fand am 28. und 29. Mai 2021 statt und war Teil der UCI Europe Tour 2021 und wurde dort in der Kategorie 2.1 eingestuft. Gesamtsieger wurde der Este Karl Patrick Lauk, der für die estnische Nationalmannschaft antrat vor seinem Landsmann und Teamkollegen Martin Laas. Dritter wurde der Grieche Polychronis Tzortzakis vom Kuwait Pro Cycling Team. Für Lauk war es der zweite Sieg nach 2017.
Die erste Etappe führte auf überwiegend flachem Terrain von der Hauptstadt Tallinn nach Tartu. Die zweite Etappe war ein welliger Rundkurs in Tartu, der 16 mal zu absolvieren war. Die stark ansteigende Zielgerade der beiden Etappen führte zur Universität Tartu und war mit Pflastersteinen belegt.

## Teilnehmende Mannschaften
| UCI Professional Continental Teams Team Novo Nordisk |
| UCI Continental Teams Ampler Development Team EuroCyclingTrips - CMI Pro Cycling Team Ferei - CCN HRE Mazowsze Serce Polski Kuwait Pro Cycling Team Ribble Weldtite Pro Cycling Tufo - Pardus Prostějov Voster ATS Team |
| Nationalmannschaften Finnland Estland Lettland Litauen Polen Schweden |

## Etappen

### 1. Etappe
| Platz | Fahrer                 | Team                        | Zeit       |
| ----- | ---------------------- | --------------------------- | ---------- |
| 1.    | Karl Patrick Lauk      | Estland                     | 4h 07' 36" |
| 2.    | Marceli Bogusławski    | HRE Mazowsze Serce Polski   | +0' 07"    |
| 3.    | Polychronis Tzortzakis | Kuwait Pro Cycling Team     | +0' 08"    |
| 4.    | Jakub Murias           | Voster ATS Team             | +0' 12"    |
| 5.    | Oskar Nisu             | Estland                     | +0' 15"    |
| 6.    | Norman Vahtra          | Estland                     | +0' 16"    |
| 7.    | Martin Laas            | Estland                     | +0' 20"    |
| 8.    | Emīls Liepiņš          | Lettland                    | +0' 24"    |
| 9.    | Antti-Jussi Juntunen   | Ampler Development Team     | +0' 26"    |
| 10.   | Matthew Gibson         | Ribble Weldtite Pro Cycling | +0' 27"    |

#### Gesamtwertung
| Platz | Fahrer                 | Team                      | Zeit       |
| ----- | ---------------------- | ------------------------- | ---------- |
| 1.    | Karl Patrick Lauk      | Estland                   | 4h 07' 36" |
| 2.    | Marceli Bogusławski    | HRE Mazowsze Serce Polski | +0' 11"    |
| 3.    | Polychronis Tzortzakis | Kuwait Pro Cycling Team   | +0' 12"    |
| 4.    | Jakub Murias           | Voster ATS Team           | +0' 22"    |
| 5.    | Oskar Nisu             | Estland                   | +0' 24"    |
| 6.    | Norman Vahtra          | Estland                   | +0' 26"    |
| 7.    | Martin Laas            | Estland                   | +0' 27"    |
| 8.    | Emīls Liepiņš          | Lettland                  | +0' 34"    |
| 9.    | Mihkel Räim            | Finnland                  | +0' 35"    |
| 10.   | Antti-Jussi Juntunen   | Ampler Development Team   | +0' 36"    |

### 2. Etappe
| Platz | Fahrer                 | Team                      | Zeit       |
| ----- | ---------------------- | ------------------------- | ---------- |
| 1.    | Martin Laas            | Estland                   | 3h 55' 23" |
| 2.    | Adrian Banaszek        | HRE Mazowsze Serce Polski | +0' 03"    |
| 3.    | Maciej Paterski        | Voster ATS Team           | +0' 03"    |
| 4.    | Mārtiņš Pluto          | Lettland                  | +0' 03"    |
| 5.    | Antti-Jussi Juntunen   | Ampler Development Team   | +0' 05"    |
| 6.    | Polychronis Tzortzakis | Kuwait Pro Cycling Team   | +0' 05"    |
| 7.    | Karl Patrick Lauk      | Estland                   | +0' 10"    |
| 8.    | Michał Podlaski        | Polen                     | +0' 11"    |
| 9.    | Andžs Flaksis          | Lettland                  | +0' 11"    |
| 10.   | Kristers Ansons        | Ampler Development Team   | +0' 11"    |

## Gesamtwertung
| #   | Fahrer                 | Team                      | Zeit       |
| --- | ---------------------- | ------------------------- | ---------- |
| 1.  | Karl Patrick Lauk      | Estland                   | 8h 02' 59" |
| 2.  | Martin Laas            | Estland                   | +0' 07"    |
| 3.  | Polychronis Tzortzakis | Kuwait Pro Cycling Team   | +0' 07"    |
| 4.  | Marceli Bogusławski    | HRE Mazowsze Serce Polski | +0' 12"    |
| 5.  | Maciej Paterski        | Voster ATS Team           | +0' 27"    |
| 6.  | Norman Vahtra          | Estland                   | +0' 28"    |
| 7.  | Antti-Jussi Juntunen   | Ampler Development Team   | +0' 31"    |
| 8.  | Adrian Banaszek        | HRE Mazowsze Serce Polski | +0' 32"    |
| 9.  | Mārtiņš Pluto          | Lettland                  | +0' 38"    |
| 10. | Evaldas Šiškevičius    | Litauen                   | +0' 40"    |

## Wertungstrikots
| Etappe         | Etappensieger     | Gesamtwertung     | Punktewertung     | Bergwertung         | Nachwuchswertung     | Teamwertung |
| -------------- | ----------------- | ----------------- | ----------------- | ------------------- | -------------------- | ----------- |
| 1              | Karl Patrick Lauk | Karl Patrick Lauk | Karl Patrick Lauk | Marceli Bogusławski | Antti-Jussi Juntunen | Estland     |
| 2              | Martin Laas       | Karl Patrick Lauk | Martin Laas       | Marceli Bogusławski | Antti-Jussi Juntunen | Estland     |
| Wertungssieger | Wertungssieger    | Karl Patrick Lauk | Martin Laas       | Marceli Bogusławski | Antti-Jussi Juntunen | Estland     |